# Długopole (województwo warmińsko-mazurskie)
Długopole (nazwa alternatywna Długie, niem. Langenfeld, Kr. Gerdauen) – uroczysko-dawna miejscowość w Polsce, położona w województwie warmińsko-mazurskim, w powiecie kętrzyńskim, w gminie Srokowo.
Dawna wieś, której ślady znajdują się tuż przy granicy z obwodem królewieckim (Rosja), na północ od wsi Kałki, na południowy zachód od wsi Brzeźnica.

## Historia
Wieś czynszowa lokowana w 1399 r. na 60 włókach. Osadnicy otrzymali 15 lat wolnizny (zwolnienia od czynszu i powinności). W 1437 r. 16 włók pozostawało jeszcze nie obsadzone. W 1471 r. wieś została oddana za zaległy żołd Jerzemu von Schlieben, stając się wsią szlachecką i weszła do dóbr rodziny von Schlieben w majątku Brzeźnica. W 1820 r. we wsi były 22 domy i mieszkało 207 osób. W 1823 r. podczas regulacji gruntów utworzono folwark Kałki. W połowie XIX w. w Długich były 23 domy, a liczba mieszkańców wzrosła do 264. W 1897 r. wieś weszła w skład majątku Kałki.
Na początku XXI w. w miejscowości nie ma zabudowy. Zdjęcie satelitarne (2012) wskazuje, że w tym miejscu jest śródpolny nieużytek.